# Refugi de Colomina
El Refugi de Colomina, situat a la capçalera de la Vall Fosca (Pallars Jussà) a 2.395 m d'altitud, fou construït als voltants de l'any 1917 i es coneixia com la "casa Keller", nom de l'enginyer suís Albert Keller, que hi habitava i des d'on dirigia el que fou la primera obra hidroelèctrica de l'estat espanyol.
El 1985, l'edifici de fusta es va restaurar i condicionar, ja que es trobava molt malmès, i fou cedit per FECSA a la FEEC (Federació d'Entitats Excursionistes de Catalunya).
El refugi es troba al sud del massís dels Encantats Pallars Aran i dins de la zona perifèrica de protecció del Parc Nacional d'Aigüestortes i Estany de Sant Maurici. Envoltat de 24 llacs és la zona lacustre més gran dels Pirineus catalans. Ofereix al muntanyenc descans i restauració després d'un llarg dia d'activitat, tant a l'estiu com a l'hivern.
Fa part d'una travessa anomenada Pallars-Ribagorça-Aran, que enllaça nou refugis, tots ells comunicats per ràdio i telèfon, que donen la possibilitat de conèixer tota la regió sempre per camins i sense baixar mai als pobles.
L'accés directe al refugi és per la Vall Fosca, concretament des de l'embassament de Sallente (1770m) d'on surt el camí. A l'estiu un telefèric obert al públic dona la possibilitat d'accedir a l'Estany Gento (2.150 m) a una hora del refugi.